# Campeonato Mundial de Rugby M19 División B de 1982
El Campeonato Mundial de Rugby M19 División B de 1982 se disputó en Suiza y fue la cuarta edición del torneo en categoría M19.

## Equipos participantes
- Selección juvenil de rugby de Bélgica
- Selección juvenil de rugby de Costa de Marfil
- Selección juvenil de rugby de Suecia
- Selección juvenil de rugby de Suiza
- Selección juvenil de rugby de Túnez
- Suiza B

## Posiciones finales
| Pos | Equipo          |
| --- | --------------- |
|     | Costa de Marfil |
|     | Suecia          |
|     | Bélgica         |
| 4   | Túnez           |
| 5   | Suiza           |
| 6   | Suiza B         |

### Campeón
| Bandera de Costa de Marfil |
| Campeón Costa de Marfil    |
| Primer título              |